# Bloch: Schattenkind
Schattenkind ist ein deutscher Fernsehfilm von Christoph Stark aus dem Jahr 2009. Es ist die vierzehnte Episode der Fernsehreihe Bloch mit Dieter Pfaff in der Titelrolle des Dr. Maximilian Bloch. Neben Ulrike Krumbiegel als Partnerin Blochs und deren von Jonathan Dümcke verkörpertem Sohn sind die Haupt-Gaststars dieser Folge Florian Bartholomäi in einer Doppelrolle, Anke Sevenich, André Jung, Anna Fischer und Thomas Thieme.
Dem Drehbuch liegt die Konzeption von Peter Märthesheimer und Pea Fröhlich zugrunde.

## Handlung
Der fast 18-jährige Lasse Hilversum treibt ambitioniert Sport. Seine Eltern nehmen seine Erfolge als Turmspringer als selbstverständlich hin. Er ist deutscher Jugendmeister im Turmspringen. Lasse muss von klein auf damit zurechtkommen, seine Bedürfnisse hinter die seines Zwillingsbruders Lukas, der an Krebs leidet, zurückzustellen und in dessen Schatten zu leben. Als Lukas eine Lebertransplantation braucht, rechnen seine Angehörigen wie selbstverständlich damit, dass Lasse einer Spende zustimmt. Lasse ist durchaus gewillt, zu helfen, denn die Leber wächst ja wieder nach. Es ist für ihn auch nicht das erste Mal, dass er spendet, seit sein Bruder im Alter von fünf Jahren erkrankte, sei es Blut, sei es Knochenmark.
Der Psychotherapeut und Psychologe Dr. Maximilian Bloch soll die psychologische Evaluation von Lasse prüfen. Der behandelnde Chefarzt Professor Frank Hübner meint, das sei nur eine Formsache, da der Spender, Lukas’ Zwillingsbruder, in jeder Hinsicht in bester Verfassung sei. Nachdem Bloch mit seinem jungen Patienten gesprochen hat, kommen ihm erste Zweifel. Bloch wäre nicht Bloch, wenn er sich mit einfachen Antworten zufriedengeben würde. Er spürt die extreme Hochspannung, unter der Lasses Körper und Seele stehen, die niemand sonst sehen will. Am Ende seiner Gespräche und Beobachtungen kommt Bloch zu dem Schluss, dass Lasse als Spender ungeeignet ist, wohl wissend, was das für Lukas bedeuten kann.
Blochs Entscheidung führt zu einer schweren Krise in der Familie Hilversum, die nicht nur bei Lasse schwere Schuldgefühle auslöst, sondern auch den Psychologen mit seiner eigenen Entscheidung hadern lässt. Der Druck, der auf ihn und Lasse einerseits durch die Ärzte, die eigene Interessen mit einer Transplantation verbinden, und andererseits durch Lasses Familie und dessen Umfeld ausgeübt wird, bestätigt die eigenen Zweifel zusätzlich, denn es geht um ein Menschenleben. Bloch führt ein offenes Gespräch mit den Brüdern, in dem Lasse Lukas seine Ängste gesteht. Lukas wiederum gesteht dem Bruder, dass er auch weitergemacht habe, damit sein Bruder nicht das Gefühl haben müsse, dass die jahrelange Quälerei umsonst gewesen sei. Am Ende des Gesprächs kommt heraus, dass Lasse mit der jungen Krankenschwester Meret Zimmermann, der Frau, in die Lukas sich verliebt hat, geschlafen hat. Lukas flieht aus dem Gespräch zu Meret, um nun seinerseits mit ihr zu schlafen, was sie unter diesen Umständen aber ablehnt.
Lukas entschließt sich, sich als Lasse auszugeben und mit dem Fallschirm, den er seinem Bruder zum 18. Geburtstag geschenkt hat, abzuspringen, obwohl er noch nie gesprungen ist. Lasse, der bemerkt hat, was sein Bruder vorhat, verunglückt auf dem Weg zu ihm mit seinem Moped und landet im Krankenhaus. Lukas übersteht seinen ersten Sprung wider Erwarten unversehrt. Lasse entschließt sich aus freien Stücken, aber diesmal aus Liebe zu seinem Bruder und mit dem Einverständnis von Bloch, Lukas einen Teil seiner Leber zu spenden. Bevor es in den Operationssaal geht, meint Lukas zu seinem Bruder, er liebe ihn, worauf Lasse erwidert: „Ich Dich auch.“

## Produktion

### Dreharbeiten, Produktionsnotizen
Schattenkind wurde vom 14. November bis zum 14. Dezember 2007 in Baden-Baden und Karlsruhe gedreht. Als Produzenten traten Sebastian Hünerfeld und Sabine Tettenborn in Erscheinung, die Redaktion lag für den SWR bei Brigitte Dithard, für den WDR bei Wolf-Dietrich Brücker.

### Veröffentlichung
Der Film wurde am 7. Januar 2009 im Rahmen der ARD-Reihe „FilmMittwoch im Ersten“ zur Hauptsendezeit erstmals im Programm der ARD ausgestrahlt. Zuvor wurde er am 30. September 2008 im Cinemaxx auf dem Filmfest Hamburg vorgestellt.
Dieser Film erschien zusammen mit den Episoden 13, 15 und 16 auf DVD, herausgegeben am 16. Juni 2011 vom Studio Hamburg Enterprises.

## Rezeption

### Kritik
TV Spielfilm vergab für Anspruch und Spannung je zwei von drei möglichen Punkten an den Film und die bestmögliche Wertung „Daumen nach oben“ und führte aus: „Der damals gerade 21-jährige Florian Bartholomäi […] meistert seine schwierige Brüder-Doppelrolle perfekt.“ Fazit: „Komplexer Stoff, subtil umgesetzt“.
Rainer Tittelbach gab dem Film vier von sechs möglichen Sternen und lobte auf seiner Seite tittelbach.tv: „Was didaktisch klingt, vermitteln Autorin Silke Zertz, Regisseur Christoph Stark und Hauptdarsteller Max Bartholomäi in einer schwierigen Doppelrolle sinnlich, subtil und sensibel. ‚Schattenkind‘ variiert das tiefenpsychologische Zwillingsmotiv innerhalb einer Familienkrise und wird zum Plädoyer für das Probleme sprengende Sprechen über Gefühle.“  Nicht nur die „Ähnlichkeit des Namens“ sei augenscheinlich bei Kommissarin Bella Block und Psychologe Bloch, sondern auch „die Penetranz, mit der beide ihren Weg gehen und ihren Überzeugungen Ausdruck verleihen“. Das „Herzstück“ des Films seien die „eindringlichen Therapieszenen“. Und auch das hätten „die beiden tiefgründigsten deutschen TV-Reihen gemeinsam: Sie regen unterhaltend zum Nachdenken an“.
Elmar Krekeler war in der Welt tief beeindruckt von dem Film. Er verwies auf das Filmdrama  Alles, was wir geben mussten, das auf dem Roman des Literaturnobelpreisträger Kazuo Ishiguro beruht und von Kindern und Jugendlichen erzählt, die in Hailsham, einem scheinbar normalen Internat, zusammenleben und erst mit etwa 18 Jahren erfahren, dass sie Klone sind und dazu bestimmt, ihre Organe zu spenden. „Hailsham war ein Internat der Schattenkinder, der lebenden Ersatzteillager, die schleichend ausgeweidet wurden.“ So gruslig wie das großartige Buch, ist auch das von Silke Zertz und Regisseur Stark ausgeleuchtete „erstarrte Familienpanorama“ der Hilversums. „Denn – das bricht ganz allmählich aus Lasse heraus: So fern ist Hailsham nicht. Lasse jedenfalls fühlt sich in seiner Familie wie ein Hailshamianer. Wie ein Schattenkind.“ Dieter Pfaff verleihe Bloch „eine Präsenz, wie sie sehr selten geworden“ sei „im Fernsehen“, schrieb Krekeler. Das alles werde „konzentriert entwickelt“ und gehe mit Bildern einher, „die einen frösteln machen“. Ohne Florian Bartholomäi in seiner Doppelrolle wäre der Film trotzdem „nicht halb so berührend geworden“. Der 21-jährige Ophüls-Nachwuchspreisträger gebe den zwei Winterreisenden mit sparsamen Gesten, Bewegungen, Blicken ein beeindruckend individuelles Doppelleben. Abschließend wünschte Krekeler dem Film „all die schönen Fernsehpreise“, die Reich-Ranicki verabscheue.
Kino.de schrieb, dem „großartigen Dieter Pfaff“ nehme man „ohne Weiteres ab, dass Bloch Lasses selbstbewusste Fassade mit zwei, drei gezielten Fragen knack[e]“. Es sei Regisseur Christoph Stark „zu verdanken“, dass „die Umsetzung dieser Geschichte so reibungslos funktionier[e]“. Er führe Florian Bartholomäi zu einer „formidablen Leistung“. Bartholamäi verkörpere die „äußerlich identischen, charakterlich aber völlig unterschiedlichen Zwillinge so glaubhaft, dass man als nicht eingeweihter Zuschauer vermutlich kaum auf die Idee käme, es handele sich bloß um einen Darsteller“. Er agiere „derart vorzüglich, dass er eigentlich gleich zwei Preise verdient habe; für jede Rolle einen“. Einzig die Nebenhandlung laufe „als Fremdkörper nebenher“ und scheine wohl „nur deshalb zu existieren, weil man für Blochs Partnerin eine gestandene Schauspielerin“ gebraucht habe, die man wiederum „schlecht mit einer Komparsenrolle“ abspeisen könne.
Barbara Sichtermann meinte im Tagesspiegel, „das Geheimnis des Psychologen Maximilian Bloch (Dieter Pfaff)“ sei s„ein untrügliches Gespür für die Wahrheit hinter den Fassaden aus Kompromissen, Konstruktionen und Lebenslügen, in deren Schutz seine Patienten samt dem Rest der Welt – inklusive [ihm] selbst – ihr Leben einrichten“ würden. Das „Reizvolle“ an der Figur sei, dass Bloch die Menschen kenne, obwohl er es eigentlich gar nicht wolle, aber das sei nun mal wie es eben sei, „sein Gespür“. Das mache auch „das Interessante an dieser Figur Bloch aus“ und erkläre „sein langes TV-Leben“. „Wie die meisten leuchtet auch diese Bloch-Folge in eine heikle zwischenmenschliche Gemengelage hinein, mit viel Feingefühl und Sinn für moralische Grenzgänge […]. Hat nicht auch ein gesunder Mensch, allemal ein 18-jähriger, das Recht auf Freude an einem starken, unversehrten Körper?“
Auf der Seite Filmdienst war zu lesen: „Darstellerisch vorzügliches (Fernsehserien-)Drama, das sich einfühlsam dem komplexen Thema nähert. – Ab 14.“

### Auszeichnung
- 2009: Deutscher Fernsehpreis an Florian Bartholomäi in der Kategorie „Bester Schauspieler in einer Nebenrolle“
- Sabine Tettenborn und Sebastian Hünerfeld waren auf dem Filmfest Hamburg für den Produzentenpreis für deutsche Fernsehproduktionen nominiert.